# Christian Ferdinand Monrad
Christian Ferdinand Monrad (* 10. Dezember 1815 in Grejs Sogn; † 1. Juni 1889 in Flensburg) war ein dänischer Lehrer.

## Leben und Wirken
Christian Ferdinand Monrad war ein Sohn des Pastors Hans Christian Monrad (1780–1825) und dessen Ehefrau Ferdinandine Henriette, geborene Gjertsen (1793–1871). Er besuchte die Sorø Akademi, die er mit dem Abitur verließ. Danach studierte er Theologie und Philologie und beendete das Studium ohne Abschlussexamen. Am 16. November 1859 heiratete er in Kopenhagen Anna Thorine Thorsen (1820–1905), mit der er keine Kinder hatte.
Als Lehrer arbeitete er danach zunächst an der Danekvindeskole in Maribo. Dort lernte er das Pädagogikkonzept Nikolai Frederik Severin Grundtvigs kennen, das er jedoch nicht im engeren Sinne übernahm. 1851 wechselte er an die Gelehrtenschule in Flensburg. Hier unterrichtete er den Historiker Adolph Ditlev Jørgensen, zu dem er auch nach der Schulzeit enge Kontakte unterhielt. Begleitend hierzu lehrte er an einer Mädchenschule. Das Dienstverhältnis endete nach 1864 mit der Kündigung. Anschließend übernahm er die Mädchenschule selbst.
Monrads wesentliche Bedeutung liegt in seinem kulturellen Einsatz für das Dänentum im nordschleswigschen Raum. Er setzte sich mit wichtigen Männern aus Kopenhagen in Verbindung, mit denen er 1864 den Verein „Dannebrog“ gründete. Der Verein ließ den dänischen Kulturschaffenden in Nordschleswig bedeutende Mittel zukommen. 
Ende der 1860er Jahre gab Monrad den Anstoß, den Flensborg Avis als dänischsprachige Ausgabe des Flensburger Anzeigers zu schaffen. Gemeinsam mit dem Flensburger Privatschullehrer Christian Christiansen Holdt gab er ab 1880 das „Nordslesvigsk Søndagsblag“ heraus. Das Blatt wurde einzelnen dänischen Zeitungen in Nordschleswig beigelegt.
Monrad engagierte sich auch politisch, erreichte jedoch keine führenden Positionen. Dabei hielt er ständigen Schriftverkehr mit seinem Berater und Departementschef Theodor August Jes Regenburg. Monrad konzentrierte sich auf die Regionen Flensburg und Nordschleswig. Da er nicht daran glaubte, dass die Gebiete südlich von Flensburg zu Dänemark zurückkommen würde, ließ er diese Gegend aus.